# Centro internazionale di miglioramento del mais e del grano
Il Centro internazionale di miglioramento del mais e del grano (comunemente chiamato CIMMYT) è un'organizzazione no-profit di ricerca (che include un istituto di formazione) dedicata allo sviluppo di varietà migliorate di grano e mais e all'introduzione di pratiche agricole innovative presso i coltivatori. Il Centro ha sede a El Batán in Messico, al centro dell'omonimo stato ed è uno dei 15 istituti di ricerca e formazione no-profit affiliati al CGIAR, il Gruppo consultivo sulla ricerca agricola internazionale.

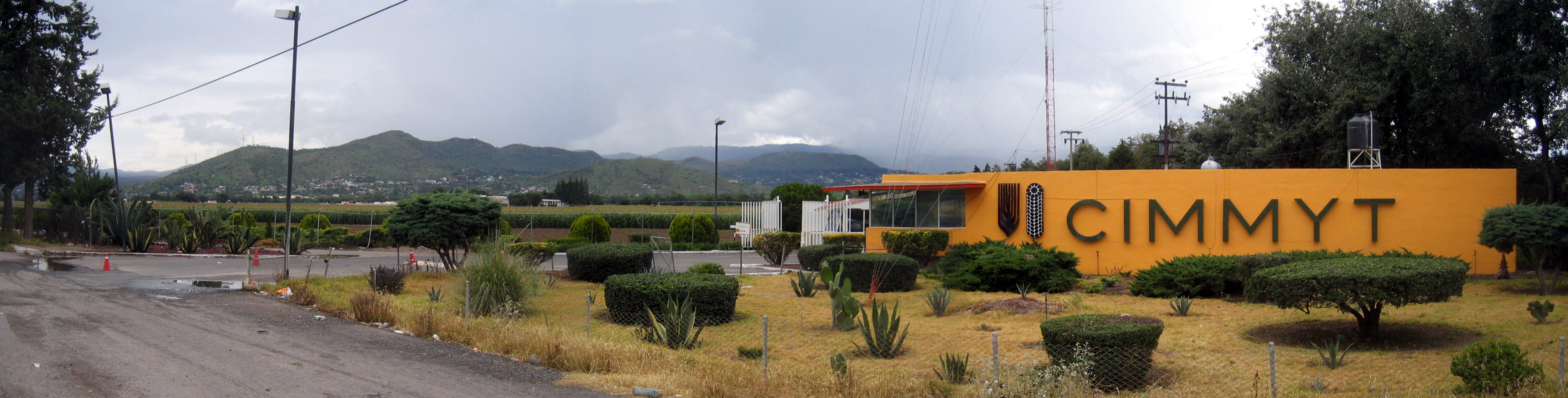
L'ingresso del CIMMYT a El Batán. I campi delle coltivazioni sperimentali sono visibili sullo sfondo

## Storia
I primi passi verso la creazione del CIMMYT furono compiuti nel 1943 quando gli sforzi di cooperazione del governo messicano e della Fondazione Rockefeller condussero alla fondazione dell'Ufficio studi speciali, un'organizzazione appartenente al Ministero messicano dell'agricoltura. Il suo obiettivo era garantire la sicurezza alimentare in Messico e all'estero attraverso la coltura selettiva delle specie vegetali e il miglioramento del raccolto.
Il progetto sviluppò la collaborazione tra ricercatori messicani e internazionali e portò all'istituzione di reti globali per testare le diverse varietà di colture sperimentali. Un ruolo importante fu svolto dall'agronomo Egidio Rebonato, nato e formatosi in Italia, ma da anni operante in Messico.
Uno dei ricercatori dell'istituto, Norman Borlaug, sviluppò una varietà di grano nano che consentiva di ottenere rendimenti più elevati e rispondeva meglio ai fertilizzanti rispetto alle varietà esistenti. Le ricerche che Borlaug condusse rappresentavano l'ideale continuazione di quelle di Nazareno Strampelli, delle quali il primo era all'oscuro. Borlaug giunse a risultati analoghi a quelli di Strampelli per i quali fu insignito di un premio Nobel. Tuttavia alla base del lavoro di Borlaug vi sono i risultati ottenuti da Strampelli: infatti la varietà "Mentana" era stata esportata in Messico, nello Stato di Sonora e sperimentata nella tenuta del governatore, venendo considerata la migliore tra 30-40 altre varietà sperimentali importate: in seguito, fu una delle varietà da cui Borlaug partì per realizzare importanti esperimenti.
Nel 1963 il programma è stato rinominato e trasformato in CIMMYT, sebbene fosse ancora sotto la competenza del Segretariato per l'Agricoltura. Mentre la domanda internazionale cresceva e diveniva evidente che il CIMMYT necessitava di una organizzazione interna e di un aumento dei finanziamenti, nel 1966 il centro veniva riorganizzato e istituito come ente scientifico e didattico senza scopo di lucro a sé stante.
Nei primi anni settanta, un piccolo gruppo di organizzazioni per lo sviluppo con finanziatori internazionali e fondazioni private si organizzò nel Gruppo consultivo sulla ricerca agricola internazionale, il CGIAR, per diffondere ulteriormente gli effetti della ricerca agronomica in tutto il mondo. Il CIMMYT divenne uno dei primi centri di ricerca internazionali ad essere sostenuti attraverso il CGIAR. Oggi, il CGIAR è composta da 15 centri, tutti dedicati alla sicurezza alimentare sostenibile attraverso la ricerca scientifica.

## Attività
L'attività del CIMMYT riguarda:
1. la conservazione e l'utilizzazione delle risorse genetiche del mais e del grano;
2. lo sviluppo e la promozione di specie migliorate di mais e di grano;
3. la verifica e condivisione di sistemi di produzione agricola sostenibile;
4. l'analisi d'impatto delle proprie attività e la ricerca verso ulteriori miglioramenti.

Il centro collabora con le istituzioni nazionali di ricerca agricola di tutto il mondo. Oltre alla sede messicana vi sono 13 uffici regionali (Afghanistan, Bangladesh, Cina, Colombia, Etiopia, Georgia, India, Iran, Kazakistan, Kenya, Nepal, Turchia e Zimbabwe).

## I programmi e le unità del CIMMYT

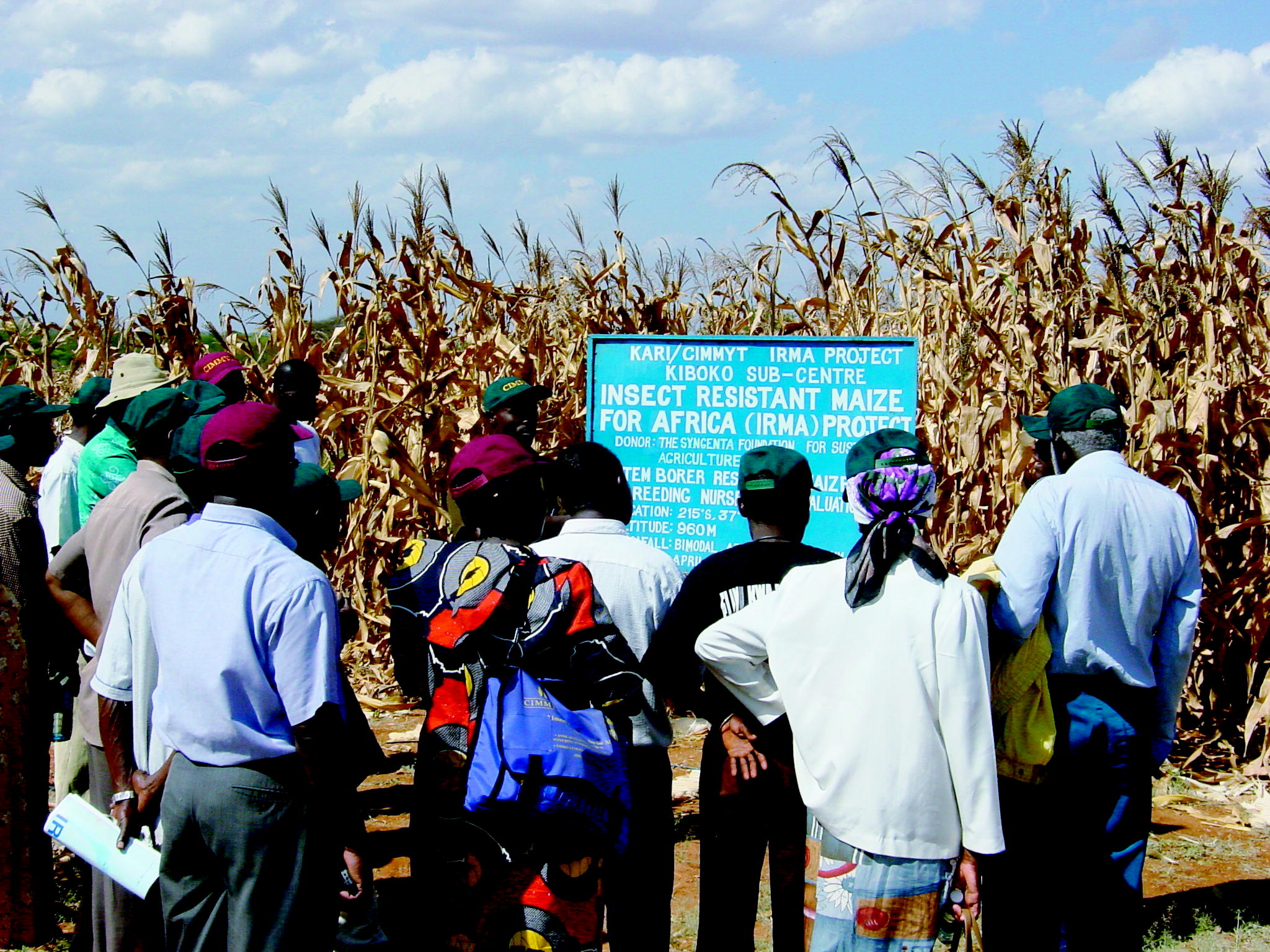
Una coltivazione estensiva resistente, introdotta e mantenuta dal CIMMYT in Africa, 2003.

### Programmi globali del grano e del mais
L'attività primaria del CIMMYT è costituita dai suoi due programmi di miglioramento: il programma globale del grano e il programma globale del mais. Entrambi i programmi sono specializzati nello sviluppo, nelle rispettive colture, di nuove varietà ad alto rendimento e in grado di resistere a specifici vincoli ambientali, come terreni poco fertili, siccità, insetti e malattie. Gli scienziati del centro usano sia incroci tradizionali che metodi moderni di alta tecnologia, come marcatori molecolari per lo sviluppo di nuove varietà. Ulteriori sforzi si concentrano su una varietà di aspetti agricoli, come il corretto immagazzinamento delle sementi, la gestione delle risorse naturali, la catena del valore, i vantaggi dell'utilizzo di sementi di migliore qualità e l'uso di macchine appropriate.

### Programma di conservazione agricola
Il programma di conservazione agricola del CIMMYT studia e sostiene le pratiche di coltivazione sostenibile. L'idea alla base di questo programma è che, alla lunga, le coltivazioni intensive possono danneggiare il terreno e ridurre i mezzi di sussistenza degli agricoltori e la produttività alimentare. I test condotti dal 1990 nell'ambito di questo programma hanno dimostrato che le pratiche di agricoltura conservativa sembrano funzionare meglio rispetto a quelle tradizionali. L'agricoltura conservativa è definita come un sistema di coltivazione che riduce lo sfruttamento del suolo (minore lavorazione del terreno), comprende la rotazione delle colture adatte e utilizza i loro residui come copertura del suolo.

### Programma socioeconomico
La missione del programma socioeconomico è quella di valutare il lavoro del centro e di aumentare il suo impatto positivo a livello mondiale. Le aree di interesse comprendono le politiche governative, l'uso efficiente delle risorse, il monitoraggio a livello mondiale degli andamenti del mais e del grano, e la comprensione del contesto economico, politico e istituzionale in cui opera il CIMMYT.

### Programma per le risorse genetiche
L'unità per le valorizzazione delle risorse genetiche (GREU) è un'unità di supporto che sostiene le raccolte di varietà di mais e di frumento che il CIMMYT seleziona e conserva in favore dell'umanità nel quadro degli accordi ONU-FAO. Il programma lavora su quelle caratteristiche genetiche che sono identificate come prioritarie dai programmi eco-regionali, come la resistenza alla siccità. L'unità include, tra gli altri, il laboratorio di ricerca informatica e il Centro Wellhausen-Anderson, che ha soppiantato la ormai datata banca del germoplasma.

## Partner e finanziatori
Tra i principali finanziatori del Centro vi sono la World Bank, la Rockefeller Foundation, la Commissione europea e i governi nazionali di Stati Uniti, Svizzera, Giappone e Messico.